# Wakaba, Chiba
Wakaba (若葉区 Wakaba-ku) là quận thuộc thành phố Chiba, tỉnh Chiba, Nhật Bản. Tính đến ngày 1 tháng 10 năm 2020, dân số ước tính của quận là 146.940 người và mật độ dân số là 1.700 người/km2. Tổng diện tích của quận là 84,19 km2.